# 牧幹夫
牧 幹夫（まき みきお、1909年 - 1970年6月14日）は、日本のバレエダンサー、インド文化研究家である。エリアナ・パヴロワのもとでバレエを始め、草創期の日本バレエ界で活躍した。妻は同じくエリアナ・パヴロワ門下の橘秋子。橘との間の一女、牧阿佐美も父母と同じくバレエの道に進んだ。1938年に単身でインドに渡航したが、日本への帰国が叶わないまま1970年にボンベイで死去した。

## 生涯

### 出生からインド渡航まで
宇都宮の出身。本名は北沢 牧三郎といい、1909年に弁護士の三男として生まれた。生後すぐに母が死去し、父が顧問をしていた宇都宮四條町教会のE・C・フライ牧師夫妻に引き取られた。フライ牧師夫妻は、1904年に宇都宮に赴任した後に女学校や幼稚園を設立するなど、この地の教育に功績があった。子供のいなかったフライ牧師夫妻は、引き取った幼児をアメリカ風の生活様式の中で養育し、日常の会話もすべて英語であった。そのため、小学校に進んだときに初めて日本語を習得することとなった。牧は自身で「ジョン・マキ・アンダーソン」と名乗り、後年インドで暮らすことになった時期にもこの名を名乗っていたと伝わる。
後に妻となる橘 秋子との出会いは、旧制栃木県立石橋中学校（現在の栃木県立石橋高等学校）在学時の1927年のことだった。1907年生まれの橘は牧と同じく宇都宮の出身で、本名を福田 サクといった。栃木師範学校（現在の宇都宮大学教育学部）第1部卒業後に教師となり、同県内の国分寺町国分寺尋常小学校（現在の下野市立国分寺西小学校）に勤務していた。学校では音楽や体育を担当し、ダンスも教えていた。当時「洋舞」といわれていたダンス自体が目新しく、運動会のときにユニフォームを型紙もなしに次々と裁断していく若い女教師は、地元の人々に驚きをもって見られていた。師範学校時代は当時義務付けられていた寄宿舎入りを断って自宅からの通学許可をもらい、袴姿に日傘といういでたちで学校に通っていた。師範学校の女学生から教師となっても橘は目立つ存在であり、彼女に憧れを抱く青年は大勢いた。牧もそのうちの1人であり、18歳のときに通学列車の中で2歳年上の橘を見初め、19歳になって彼女と初めて会話を交わした。
1928年3月、養母が死去した。翌年の春、牧は当時四谷にあった東京高等音楽学院（現在の国立音楽大学）に進学して声楽を学んだ。橘はエリアナ・パヴロワの踊りを見たことで、バレエの道を志望し始めた。牧が東京高等音楽学院に進学してから2か月ほど後に、橘も約3年間勤めた教職を辞し、東京に出て成城学園で小林宗作にリトミックを学ぶことになった。このことについて後に実娘の牧阿佐美は、「示し合わせての行動としか思えません」と自著で触れている。1930年4月、橘はパヴロワの内弟子となってバレエの道に進み、同年に牧もパヴロワの門下生となった。その時期に橘が発表会で踊るときには、牧がピアノ伴奏を引き受けていたという。
橘はパヴロワのもとから独立して1932年に高円寺に転居し、有楽町の蚕糸会館にあったパヴロワの稽古場に通うようになった。牧も一緒に蚕糸会館に通っていて、高円寺が2人の新生活の場となった。結婚について、牧の養父フライ牧師は賛成していたが、橘の家族と牧の実兄姉が大反対していた。その理由は、2人の宗教の違い（クリスチャンと仏教徒）にあった。そのため、正式の結婚ではなかったと後に阿佐美は語っている。1933年1月に橘と牧は中央線西荻窪駅に近い杉並区宮前に移り住み、4月9日に「橘秋子舞踊研究所」を開いた。研究所の建築資金は、フライ牧師の援助によるものであった。
1933年5月12日、2人の間に娘の阿佐美が誕生した。ただし、出生届の提出が翌年まで遅れたため、業を煮やした橘の母が親戚の家（橘の母のいとこにあたる）の子供として届を提出したこのため、戸籍上では「福田サクの養女」と記載されていることを阿佐美自身が記述している。さらに橘は、小石川八千代町（現在の文京区白山）に住んでいた女性に生後18日から阿佐美の養育を委ねていた。阿佐美が3歳になった頃、一時期宮前に引き取ったが、8か月ほどでまた小石川の養母のもとに戻された。阿佐美がもう少し成長すると、養母は小石川から宮前まで幼い阿佐美を伴って毎週土日に通っていた。橘秋子舞踊研究所が発表会を開く時期になると、その練習のためにほぼ毎日のように通わなければならなかった。
阿佐美は幼少時、実母の橘を「ママちゃん」、実父の牧を「マコちゃん」と呼んでいた。それは橘が牧のことを「牧」と呼ぶのを聞いて聞き覚えたものであった。阿佐美の幼少時の記憶にある牧は、色浅黒く鼻が高い容貌でインド人のようであった。身振りや雰囲気については、ほとんどアメリカ人のようであったという。読む本も洋書ばかりで、英語の他にフランス語やサンスクリット語などの心得もあり、語学的な才能もあった。師範学校を卒業していた橘はしばしば「ダンス界きってのインテリ」と評されていたが、当時のさまざまな批評では牧の方がそれ以上に理知的に見えたといい、その中には「理知的すぎる」という批評まであった。
牧が1938年にインドに渡航するまでの間に、研究所の発表会は4回あった。最初の発表会は1934年5月31日、日本青年館で開催され、『チゴイネルワイゼン』、『原始人の感情』、『水仙』、『火祭の踊』、『路傍』、『信号』他が踊られ、好評であった。この発表会で橘と牧は『水仙』、『信号』といった作品をともに踊った。『信号』については、批評家の永田龍雄が時事新報に寄稿した舞踊評で「幹夫と秋子のデュエット物では当夜最も価値ある作品」と高く評価した。永田は牧の『火祭の踊』を「光った舞踊だ」と称賛し、発表会全体についても「これだけ実のある初舞台をやった人はあまりなかろう」と記述した。
時局は日米関係の悪化などに伴い、緊迫の度を増していた。牧の養父、フライ牧師は1934年に日本を離れてアメリカ合衆国に帰国した。牧は、インドの詩人で「詩聖」と称えられたタゴールの思想に惹かれ、インド行きを希望するようになった。当時の牧の心情について阿佐美は「インドへの憧れだけでインドに向かったとは思えません」と記述し、養父母のもとでアメリカ人として育った牧が、養父母の国と戦争することで日本に住みづらくなった時期に、タゴールの持つ思想によって精神的に支えられたのではないかと推測している。
1937年10月、4歳の阿佐美は初舞台を踏んだ。翌年牧は、インドへの渡航を決意し、橘もその決意に賛同した。1938年4月18日に、牧幹夫渡印告別舞踊会が日本青年館で開催された。4月29日、牧は単身で横浜からインドに向けて出発した。阿佐美は自著中で比較文化学者の我妻和男による評伝『タゴール』の一節を引用して、タゴールが創設した学園（後に国立ヴィシュヴァ・バーラティ大学となる）の舞踊学科に入学した牧がインド舞踊に上達し、タゴール作の舞踊劇に出演するようになったということを記述している。橘は1年後に牧の後を追ってインドに行く予定であったが、戦況の悪化がそれを許さず、結局再会はかなわなかった。
牧がインドに渡航した後、残された橘は虚脱状態に陥った。橘は舞台に打ち込み、6月9日に日本青年館で「橘秋子産業舞踊発表会」を開催し、秋にも研究所の発表会を行った。発表会を終えた後、橘は牧の姉夫婦の誘いに応じて宮前の研究所を売却し、阿佐美や弟子たちを連れて名古屋に移転した。しかし名古屋になじめなかったため、1年たらずで東京に戻り、東中野駅前に新たな研究所を開設した。
阿佐美から見て、牧と橘は愛し合っていたが、性格は「ある意味で対照的」だった。橘は社交的というほどではないが情熱家で他人を鼓舞するのに優れ、才能ある人々と接して語り合うのが大好きであった。一方の牧は、学究肌で1人で過ごすのが平気な性格であり、当時の舞踊雑誌に多く寄稿したり、日本国外の舞踊論の翻訳を手がけたりする理論家でもあった。阿佐美は後に「パパはあんたがちっちゃいとき置いて行っちゃったんだから、捨てられたのと同じなんだよ。パパは悪い人だ」と言われたときに、橘が必ず反論して「パパは芸術のために、その勉強のために行っているんだ」と言って牧のことを擁護し続けたことを回想している。

### 第2次世界大戦終戦後から死、その後
第2次世界大戦の終結後、橘は牧の行方を探した。赤十字を通じて捜索を続けたものの、インドにはおらず、抑留されてシンガポールにいたことが後に判明した。牧はその後インドに戻って領事館での仕事を得て働き、インドの舞踊、建築、絵画などさまざまな芸術や文化について研究を続けた。インドでは大野弘史、和井内恭子、花柳徳兵衛など、その地を訪れた日本人旅行者の世話をよくしていたという。
1949年10月、橘は娘の芸名を「牧 阿佐美」と改めた。これは実父である牧の芸名から採ったと同時に、芸術教育は橘、芸術活動は牧と分けることを考えてのことであった。阿佐美は「私のなかに牧幹夫の芸術的な天分が流れ続けることを願ったのかもしれません」と回想し、「母はこの段階で、橘バレエ学校と牧バレエ団の二本立てという将来のヴィジョンを、はっきりと打ち出したのです」と記述している。
1951年1月に新橋演舞場で初演された『運命』は、ベートーヴェンの第5交響曲をバレエ化した作品だった。この作品にかける橘の熱意は大変なものであった。具体的なストーリーのないシンフォニック・バレエといっても抽象的な主題はあり、中心を踊った橘と阿佐美の母子が、時には別れ、時には対立しながら運命を自らの力で切り開いていくというテーマであった。『運命』が上演される前、「父を訪ねて三千里」という見出しの新聞号外が出て、阿佐美を驚かせた。その内容は、「今度デビューする牧阿佐美というダンサーの父は、戦争前にインドへ渡航したまま帰国できずにいる。そのような悲劇を背負ったダンサーが『運命』というバレエを踊るのだ」というものであった。阿佐美はこの号外について「いま考えてみると、あるいは母がそういう号外が出るように働きかけたのかもしれません」と述懐している。5日間の公演は連日満員で立ち見の客まで出る大入りとなり、評判も上々であった。『運命』は後に、昭和34年度の芸術選奨文部大臣賞を受賞している。
1967年、60歳になった橘は紫綬褒章を受章した。ただし、この頃から健康の衰えが著しくなってきていた。1969年1月の『飛鳥物語』（片岡良和作曲）は「橘秋子バレエ生活四十周年」記念公演として開催されたが、その直後に橘は倒れて1月14日に入院した。それ以後は、入退院と療養の日々を過ごすことになった。医者からは「もう一、二年の命」と宣告され、阿佐美は覚悟を決めて母の代わりに学校についての全責任を負うことにした。バレエ団運営などのために生じた負債を当時吉祥寺にあった橘バレエ学校の校舎を売却して返済し、代わりに渋谷区富ヶ谷に小規模な新校舎を建築し、1970年10月に落成した。一時退院した橘は、落成後の新校舎に移っている。
新校舎の建設中に、外務省から連絡があった。それは、牧の国籍について問い合わせるものであった。しかもその連絡には、牧がすでに危篤状態にあるという知らせも含まれていた。最初のうち阿佐美は、医師からの余命宣告を念頭に置いた上で橘の健康状態を気づかい、インドに行かないと言ったが、橘は「私のことは大丈夫。あなたがいま行かなかったら、もう二度とパパに会えないと思う。何があっても行きなさい」と強く勧めた。阿佐美は母のことを心配しつつ、その勧めを受け入れてインドへと向かった。
阿佐美がボンベイで父との再会を果たしたとき、牧は腸閉塞の手術後の経過が悪く、既にやせ細っていてほとんど口もきけない状態であった。阿佐美に分かったのは「みんなで一緒に家に帰ろう」というその言葉だけであった。阿佐美はその日一日父に付き添い、ずっと手を握っていた。牧の枕元には、日本の新聞がいっぱい置かれていた。それは、阿佐美がどこで踊ったかという情報を入手するためであった。阿佐美が「パパが元気になるまで私は居るから、元気になったら一緒に帰りましょう」と声をかけると、牧は「鉛筆と紙をくれ」という意味のことを言ったが、付添いの女性がそれを止めた。阿佐美は領事館の職員に依頼して父に点滴を打ってもらい、一度病院を辞した。本当は病院に泊まり込んで付き添いを続けたいという思いがあったが、規則でそれは禁じられていた。
翌朝、宿泊先で目を覚ますと阿佐美の枕元に置いていた真珠の首飾りがばらばらに切れていた。不吉な思いに駆られた阿佐美は一刻も早く父のもとに向かおうとしたが、バスもタクシーもないなど簡単には病院に到着できなかった。ようやく病院に到着すると、牧の意識はなく、手も殆ど冷たい状態であった。阿佐美に対して「夜中にチャミ、チャミと言っていたけど、チャミって何だ?」と問いかけがあった。「チャミ」は幼時からの阿佐美の愛称だったので、彼女は父が自分の名を呼んでいたに違いないと思い当たった。間もなく阿佐美の目前で、牧は息絶えた。
牧の遺骨は、阿佐美が持ち帰ることになった。阿佐美は病床にある橘に牧の死の知らせを伝えていいものか迷ったが、橘の友人がそれとなく知らせてくれたため、その後に遺骨を橘のもとに持って行った。橘は阿佐美に「ああ、ご苦労さま、大変だったわね」と言っただけで気丈にふるまっていたが、しばらくすると「パパのお骨なんか抱いて帰って来させて、あなたにはほんとうに可哀想なことをしてしまった」と涙を見せた。その後も、橘は夜中になると牧の遺骨を抱いて泣く日々が続いていたという。牧の遺骨を日本に持ち帰ってから最初の公演となった1970年9月の牧阿佐美バレヱ団定期公演は、1959年に芸術選奨文部大臣賞を受賞した『運命』の再演であった。橘はプログラムに「過日、皆様のお耳を煩わした牧幹夫に、この一作を捧げさせていただきます」という追悼の文を掲載した。
1971年5月14日、橘秋子は死去した。阿佐美は母の仕事を受け継いで芸術教育と舞台活動に打ち込み続けた。後に阿佐美は新国立劇場バレエ団で、『ラ・バヤデール』（L・ミンクス作曲、M・プティパ原振付、1877年初演）の新演出を手がけた。空想上の古代インドを舞台にして勇敢な戦士ソロルと寺院に仕える舞姫ニキヤの悲恋を描いたこの作品から、阿佐美はインドだけではなくアフリカや中近東をも混同したような荒唐無稽さを排し、「古代インドの『シャクンタラー』の世界を今日の目でどのように表現するか」に意を尽くして演出や振付、舞台装置などに至るまで細やかに配慮した。阿佐美自身も『ラ・バヤデール』のプログラムでインドで長年過ごしてきた父のことに言及し、「今回の『ラ・バヤデール』に私を導いていたのかもしれません」と記している。